# مگس‌گیر شنگرفی
مگس‌گیر شنگرفی (نام علمی: Pyrocephalus obscurus) یک پرندهٔ گنجشک‌سان کوچک در خانوادهٔ ژیان‌مرغان در سراسر جنوب آمریکا و جنوب شمال آمریکا یافت می‌شود. به دلیل رنگ‌آمیزی قرمز شنگرفی، در میان گونه‌های ژیان‌مرغان عموماً یک استثناء قابل توجه است. نرها دارای تاج، سینه و زیرتنه قرمز روشن، با بال‌ها و دم قهوه‌ای رنگ هستند. ماده‌ها بدون رنگ قرمز واضح هستند و شناسایی آنها دشوار است - ممکن است با فوبی Say اشتباه گرفته شوند. آهنگ pit pit pit pidddrrrreeedrr که در ایجاد یک قلمرو متغیر مهم است. زیستگاه‌های ساحلی و محیط‌های نیمه‌باز ترجیح داده می‌شود. آنها به عنوان حشره‌خوارهای هوایی، طعمه خود را در حین پرواز شکار می‌کنند. پرریزی چند ماهه آنها در تابستان آغاز می‌شود.

## نگارخانه

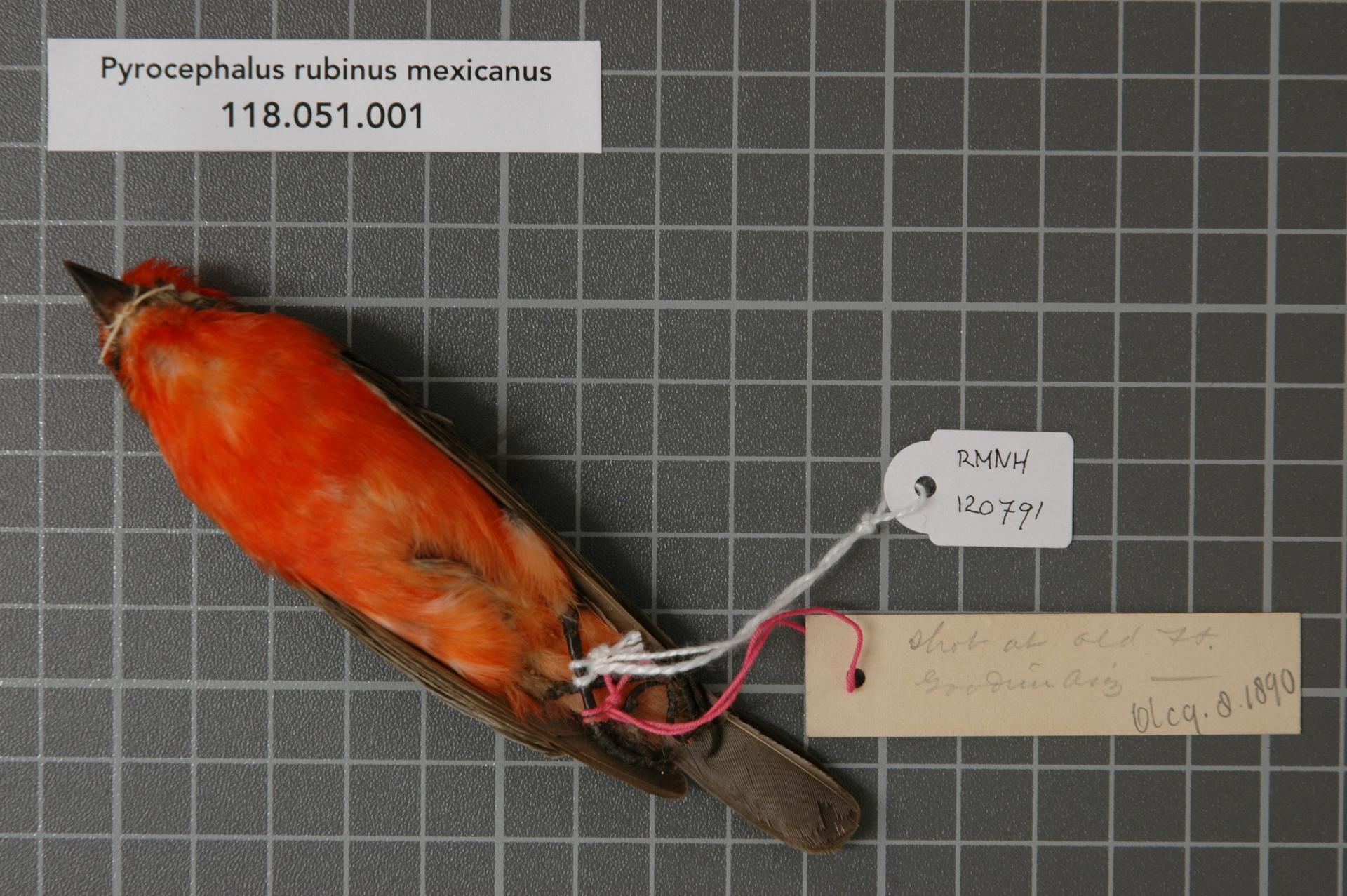
نمونه موزه‌ای از سال ۱۸۹۰
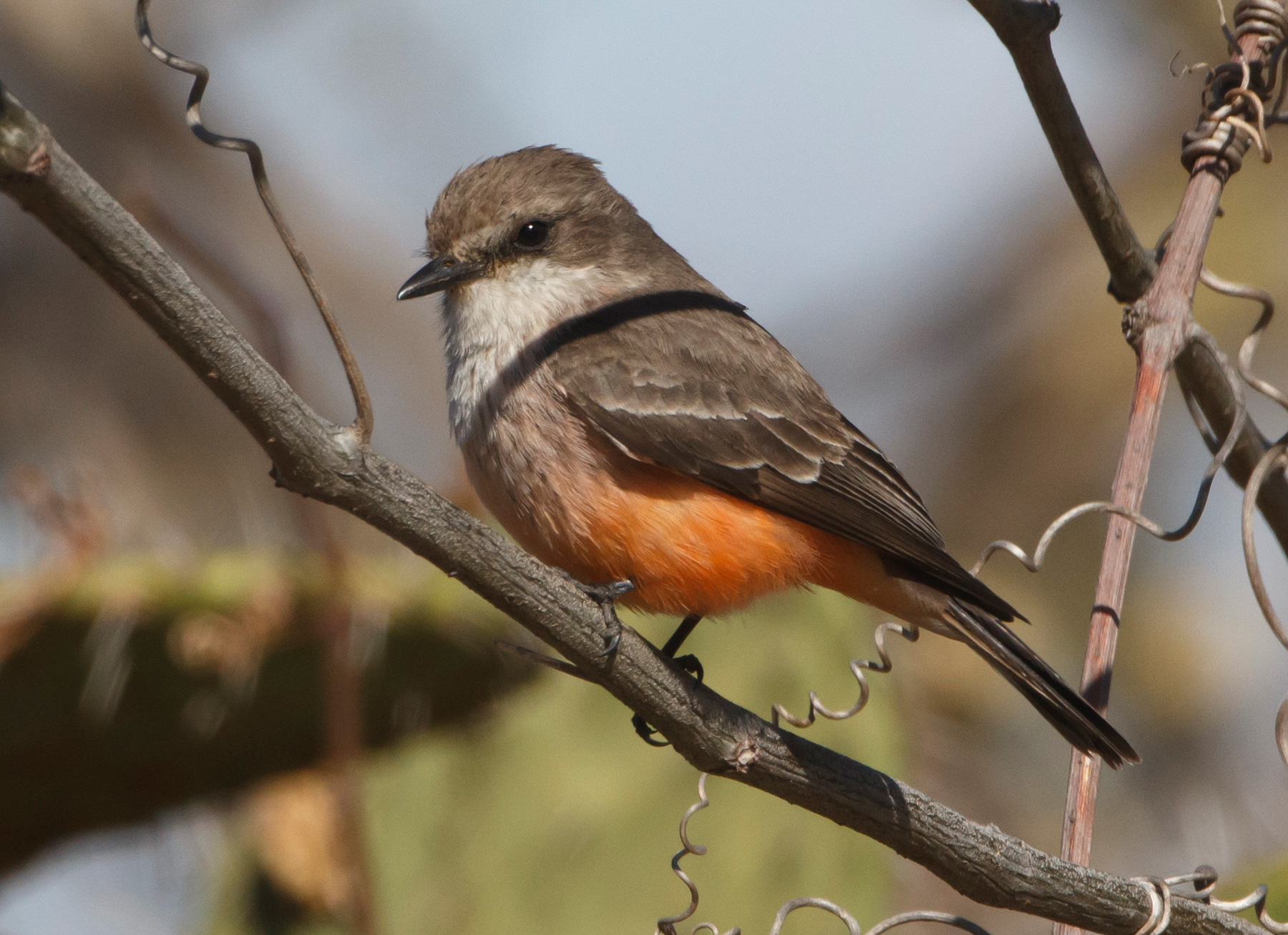
مادهٔ زیرگونهٔ P. o. mexicanus در مکزیک
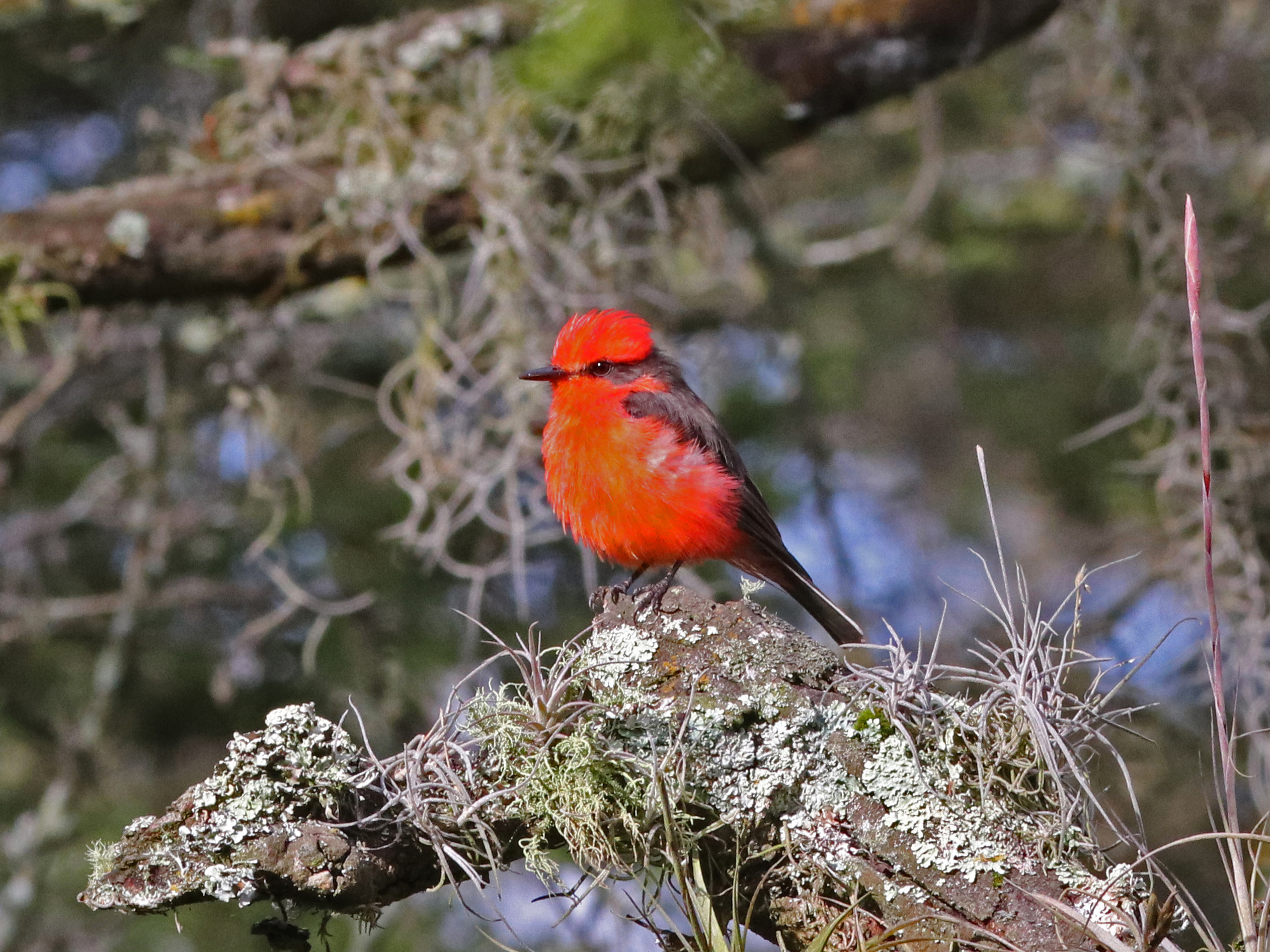
نر در اکوادور
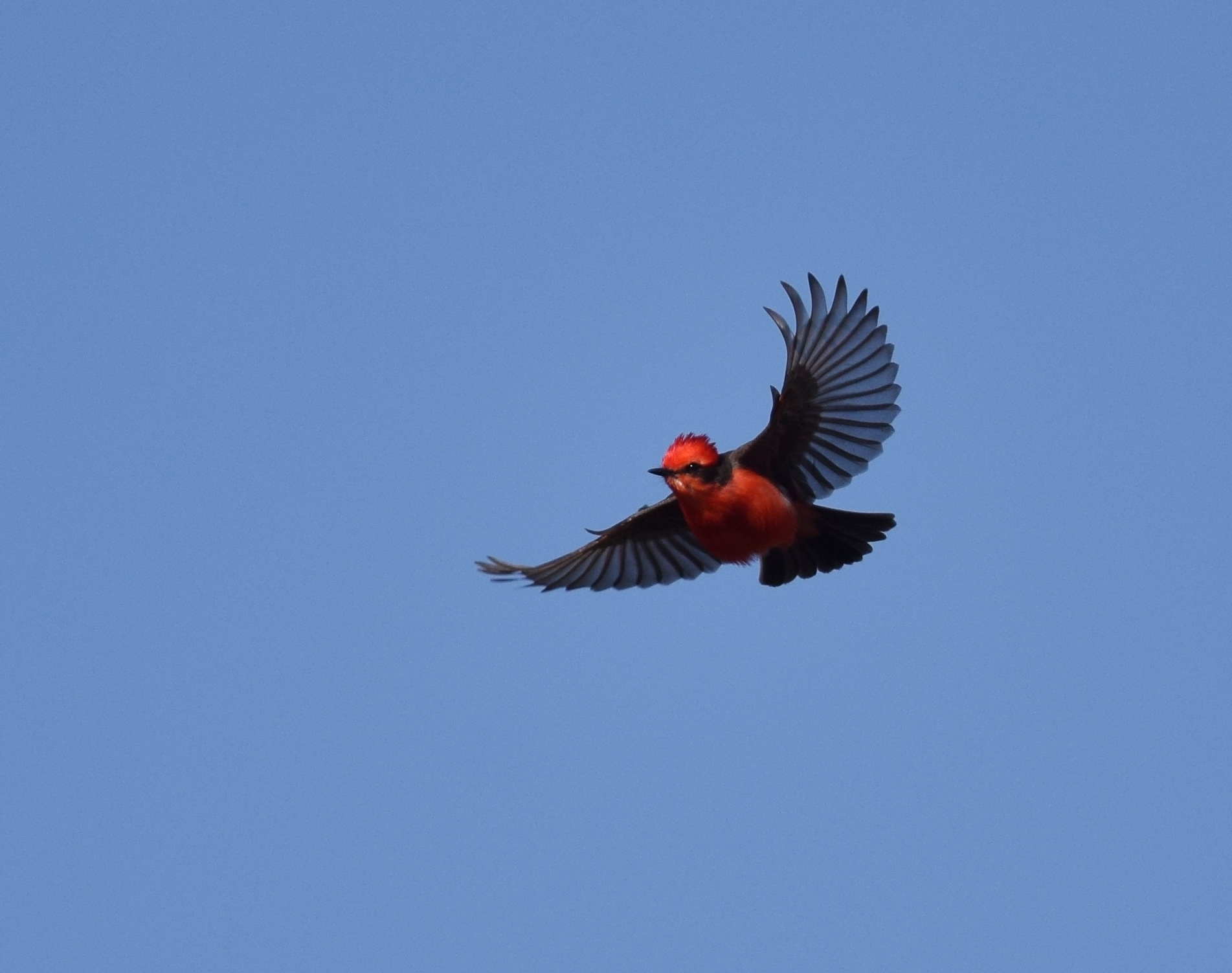
در پرواز، نشان دادن پرهای پرواز
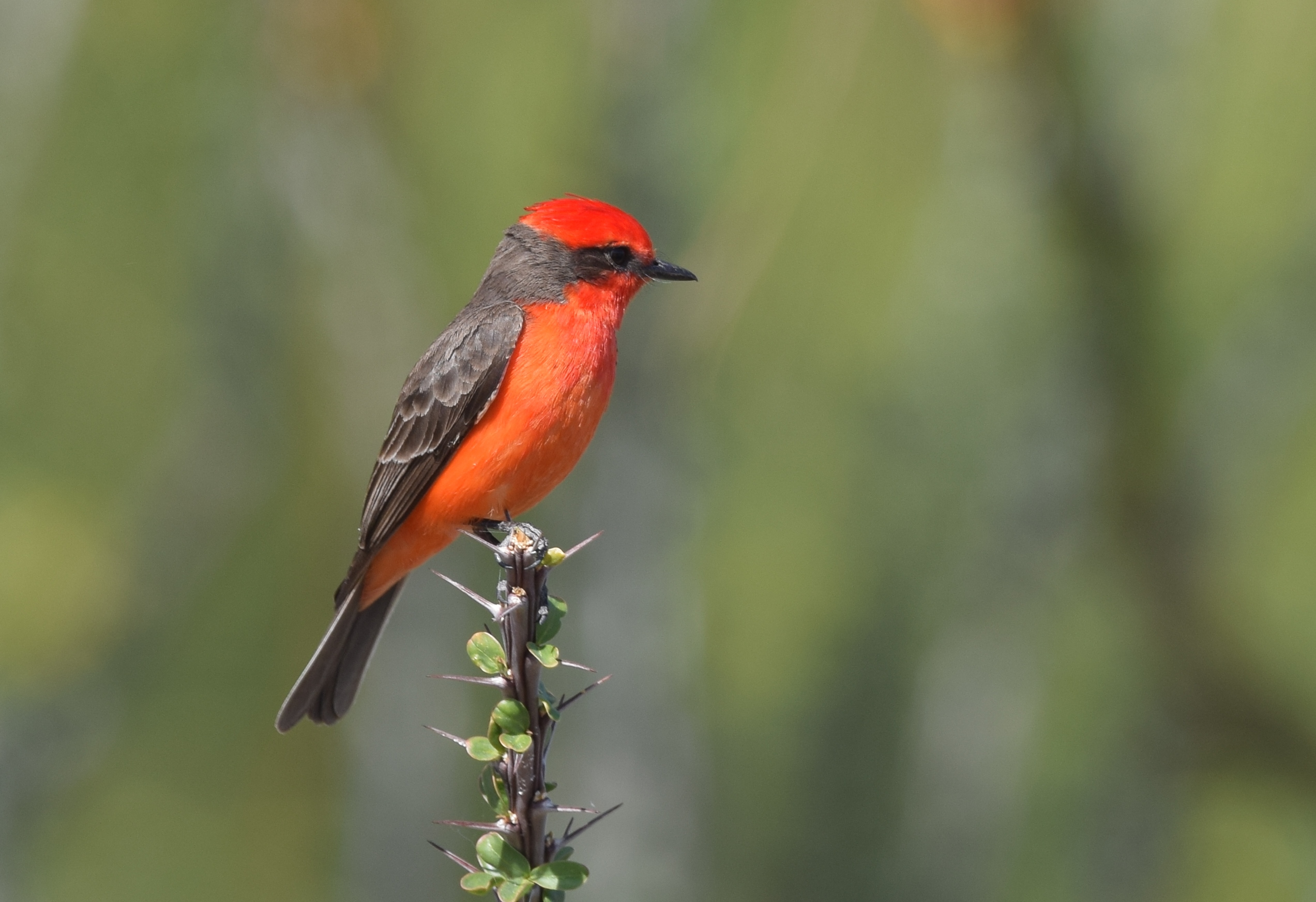
نر در آریزونا
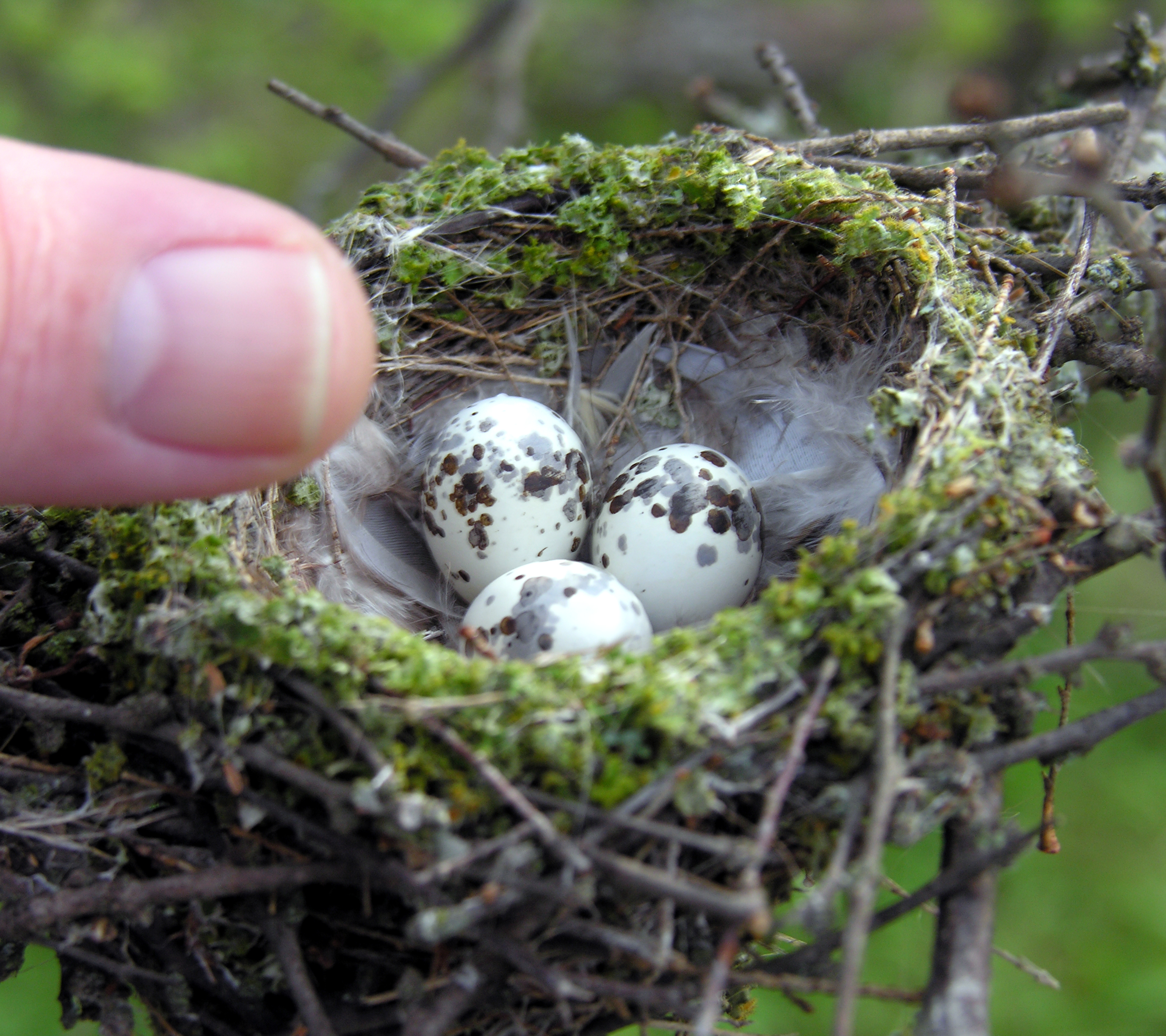
برای مقایسه اندازه آشیانه، به انگشت شست نگاه کنید
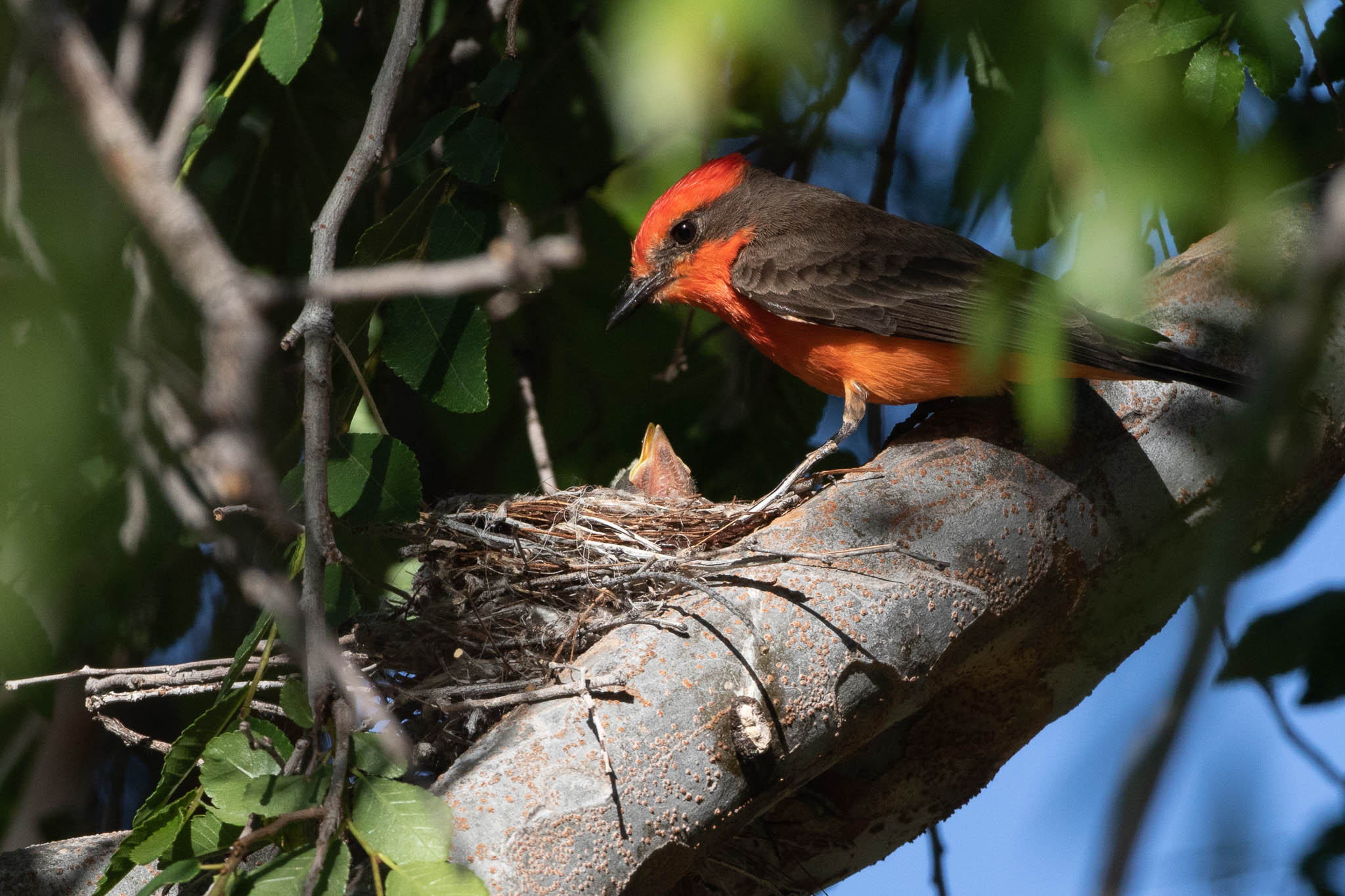
نر در آشیانه
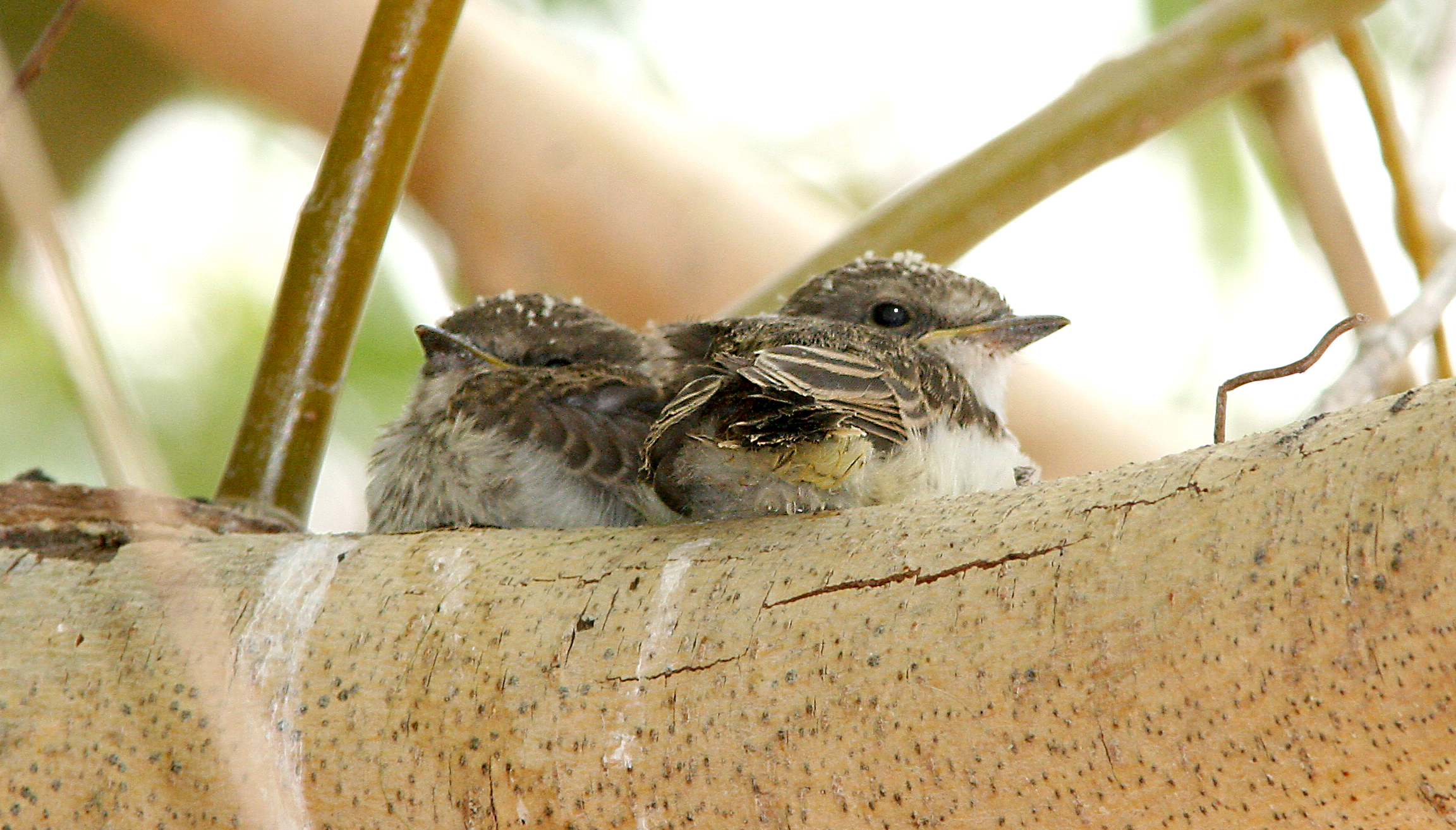
جوجه‌های آشیانه‌ای که هنوز نخستین پرریزی نوجوان خود را نداشتند
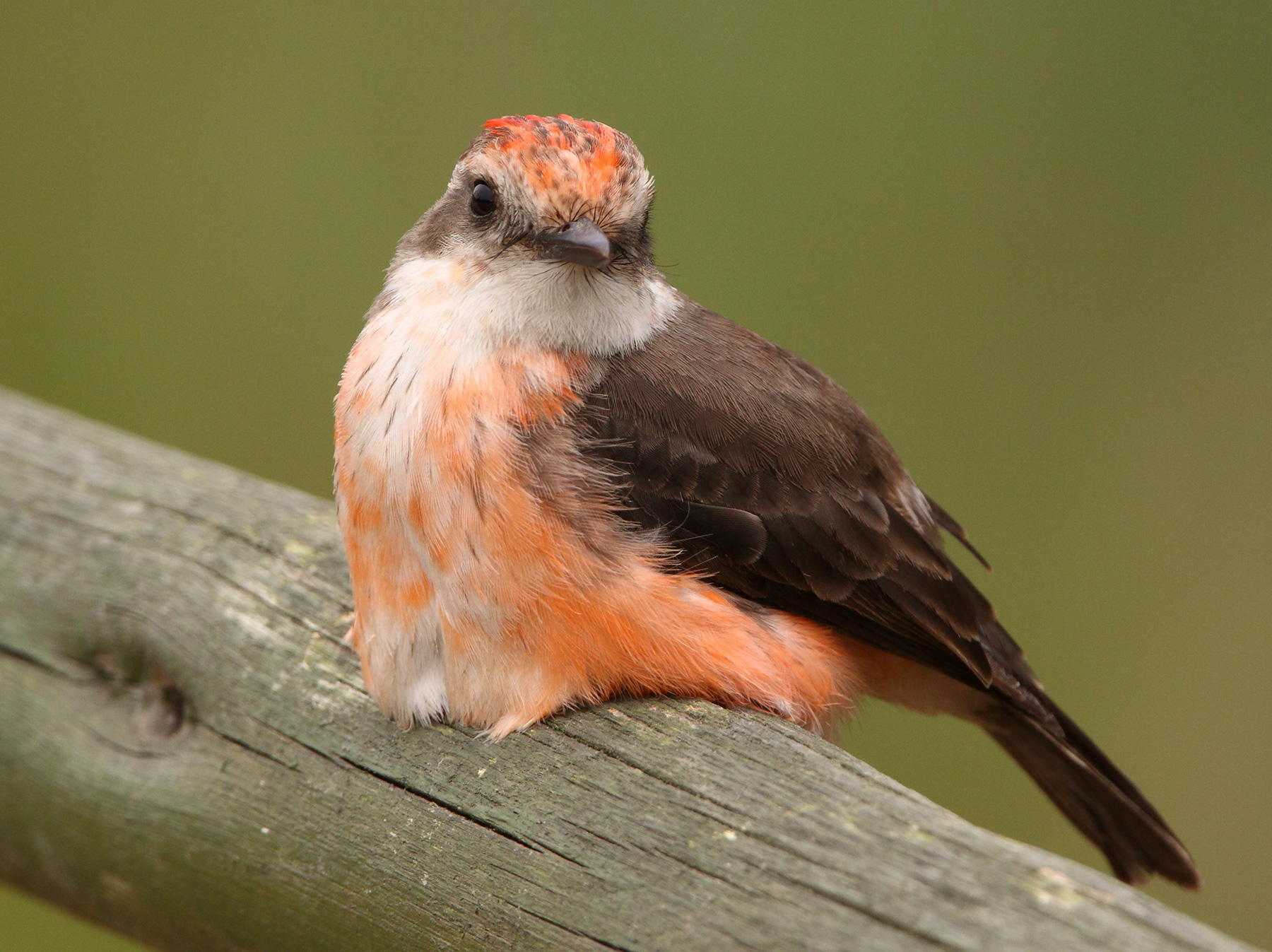
نر جوان P. o. obscurus در لیما، پرو
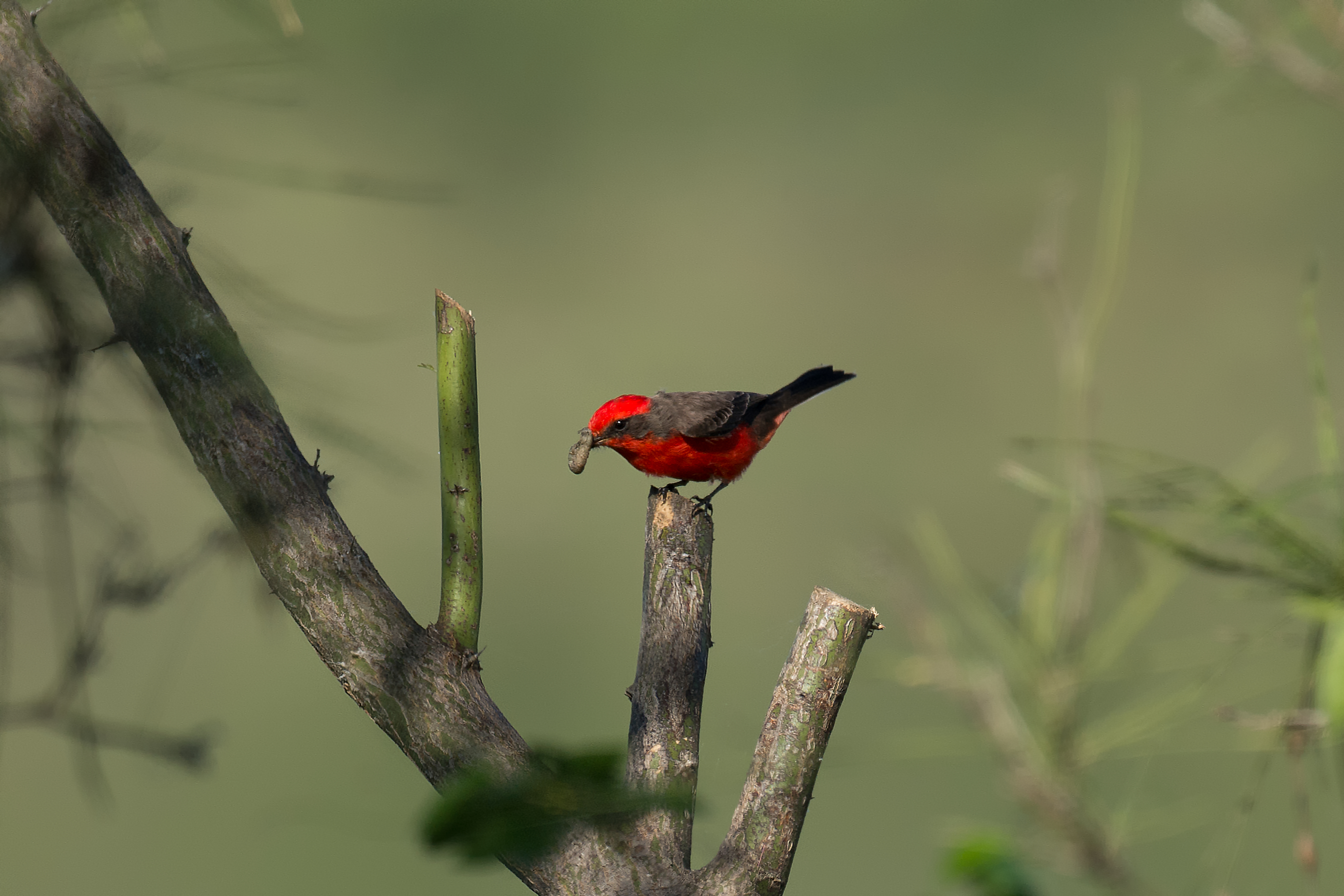
با طعمه حشرات تازه شکارشده در تگزاس